# Agir (partito politico brasiliano)
Agir, fino al 2022 denominato Partito Laburista Cristiano (in portoghese Partido Trabalhista Cristão - PTC), è un partito politico del Brasile.
Il PTC fu inizialmente creato dopo la "redemocratizzazione" (redemocratização) del Brasile, alla fine della dittatura militare, nel 1985, con il nome Partito della Gioventù (Partido da Juventude - PJ): con questa denominazione partecipò alle elezioni del 1985, del 1986 e del 1988. Successivamente, all'inizio del 1989, la formazione assunse il nome di Partito della Ricostruzione Nazionale (Partido da Reconstrução Nacional - PRN), sempre sotto la presidenza del suo fondatore Daniel Sampaio Tourinho, già membro del Partito Democratico Laburista.
Il candidato del PRN Fernando Affonso Collor de Mello fu il primo presidente eletto a suffragio diretto dopo 25 anni di dittatura. L'impeachment di Color de Mello per le accuse di corruzione, evasione fiscale ed esportazione di valuta provocarono tuttavia un tracollo dei consensi, alle elezioni per la Camera dal 1994 al 2010 il PTC non ha mai superato l'1% dei consensi. Nel 2006 riuscì comunque ad eleggere 4 deputati, calati ad uno nel 2010.
La linea politica del PTC è il liberalismo e l'economia di mercato, ed è considerato come un partito di destra o centro-destra di tendenza conservatore, ciò nonostante alle elezioni presidenziali del 2010 ha appoggiato la candidata del Partito dei Lavoratori Dilma Rousseff